# Баффало-66
Баффало-66 (англ. Buffalo '66) — американський незалежний фільм 1998 року режисера Вінсента Галло, який написав сценарій, музику, був його продюсером та знявся в головній ролі.

## Опис
Головний герой — Біллі Браун, який народився в Баффало в 1966 році. Він виходить з в'язниці, де провів п'ять років через те, що програв на ставках велику суму і як розплату був змушений взяти на себе чужу провину. Тепер Біллі хоче помститися тому нещасливому гравцеві «Баффало Біллс», який промахнувся в фіналі чемпіонату і, таким чином, позбавив хлопця п'яти років життя. Але спочатку Біллі повинен відвідати батьків, які думають, що він одружився і поїхав працювати в інше місто. Зайшовши в танцювальний клуб в пошуках туалету, він випадково зустрічає дівчину на ім'я Лейла, викрадає її, а потім пропонує зіграти перед батьками роль його дружини.

## У ролях
| Актор            | Роль                  |
| ---------------- | --------------------- |
| Вінсент Галло    | Біллі Браун           |
| Крістіна Річчі   | Лейла                 |
| Бен Газзара      | Джиммі Браун          |
| Анжеліка Г'юстон | Джен Браун            |
| Міккі Рурк       | букмекер              |
| Розанна Аркетт   | Венді Болсам          |
| Ян-Майкл Вінсент | Сонні                 |
| Кевін Поллак     | спортивний коментатор |
| Алекс Каррас     | спортивний коментатор |
| Боб Вол          | Скотт Вудс            |

## Цікаві факти
У фільмі використовується музична композиція Moonchild з альбому In the Court of the Crimson King британського прогрок-гурту King Crimson.